# Mizan Aman
« Aman (Éthiopie) » redirige ici. Pour les autres significations, voir Aman.
Mizan Aman est un woreda de la zone Bench Sheko de la région Éthiopie du Sud-Ouest. Ce district urbain regroupe le chef-lieu de la zone, Mizan Teferi, et la ville voisine, Aman, où se trouve son aéroport.
Peuplé de 34 080 habitants en 2007, le district est une grande agglomération formée de deux villes : Mizan Teferi et Aman qui ont respectivement 23 144 et 10 936 habitants en 2007.
L'agglomération est souvent désignée en bloc sous le nom de Mizan Aman mais ce nom peut aussi bien désigner individuellement Aman ou Mizan Teferi[à vérifier].
Comme toute la zone Bench Sheko, le district fait partie de la région des nations, nationalités et peuples du Sud jusqu'à la création de la région Éthiopie du Sud-Ouest en 2021.
En 2022, sa population est estimée à 91 437 personnes avec une densité de population de 3 740 personnes par km2 et 24,5 km2 de superficie.